# V Centauri
V Centauri är en pulserande variabel  av Delta Cephei-typ (DCEP) i stjärnbilden Kentauren. 
Stjärnan har en visuell magnitud som varierar mellan +6,43 och 7,21 med en period av 5,49393 dygn.